# Український цвинтар святого Миколая
Український цвинтар святого Миколая — кладовище католиків східного обряду в місті Чикаго, Іллінойс, США. Цвинтар служить українським греко-католицьким парафіяльним цвинтарем, в першу чергу — для членів громад: Собору Святого Миколая, Церкви Володимира та Ольги, Церкви Святого Йосифа Обручника, Церкви Непорочного Зачаття (Палетайн) та Церква Різдва Пресвятої Богородиці (Палос-Парк).

## Історія
Парафія святого Миколая УГКЦ була створена 28 січня 1906 року. Тоді ж парафіяни, яких налічувалося 51 особа, зібрали досить грошей, щоб купити свою першу церкву в данської протестантської церкви на розі вулиць Бішопа та Суперіор. Розуміючи, що громада зростатиме, її очільники разом з церквою за $3000 закупили 3 акри лісу на вулиці Гіґінс. Тут сьогодні розташований Український цвинтар святого Миколая. Перше поховання тут відбулося вже 2 квітня того ж року.
30 червня 1940 року в центрі кладовища було споруджено Меморіальний хрест, який був присвячений 950-річчю християнства України. З того часу під хрестом відбуваються спільні моління віруючих.
У перші роки використовувалася для поховань тільки одна частина придбаної ділянки, другу використовували для інших цілей. Після Другої світової війни, коли розпочалася третя хвиля української еміграції, число парафіян суттєво збільшилось і на другій частині також почали ховати.
Кількість поховань на кладовищі налічує близько 8 300, ними охоплено 90 % охоплено від всієї площі цвинтаря. У 1994 році під егідою Михаїла Вівчара, єпископа Української католицької єпархії Святого Миколая, був зведений мавзолей. Він був освячений 27 травня 1996 року. Мавзолей містить 470 крипт і 112 ніш для кремаційних поховань.

## Відомі люди, поховані на цвинтарі
- Олесь Бабій (1897—1975) — письменник та літературознавець, автор гімну ОУН «Зродились ми великої години».
- Юліян Вассиян (1894—1953) — публіцист, громадський і політичний діяч, ідеолог ОУН, член Проводу українських націоналістів.
- Степан Куропась (1900—2001) — громадський діяч у США, мемуарист, редактор журналу «Самостійна Україна».
- Теодор Курпіта (1913—1974) — поет, прозаїк, гуморист, сатирик, драматург, редактор, журналіст.
- Тарас-Мирослав Ліськевич (1912—1974) — спортивний та громадський діяч, економіст, журналіст, пластун.
- Інокентій (Лотоцький) (1915—2013) — єпископ Чиказький Української греко-католицької церкви (1980–1993), василіянин, проповідник, місіонер, визначний організатор релігійних товариств, педагог, сповідник.
- Роман Мицик (1909—1996) — економічний діяч, активний член ОУН, довголітній директор Федеральної кредитної спілки «Самопоміч» у Чикаго.
- Степан Решетило (1889—1950) — василіянин, організатор масових народних місій на Закарпатті 1924—1928 роках, перший настоятель поверненого василіянського монастиря у Варшаві 1930—1931 роках, протоігумен василіянської Галицької провінції у 1931—1935 роках, секретар єпархії Діонісія Нарадія за державності Карпатської України 1938—1939 роках.
- Мирослав Сіменович-Сіменс (1885—1967) — громадський і політичний діяч у США, голова і почесний член низки українських установ у США, серед ін. засновник-фундатор Українського Архіву-Музею в Чикаго.
- Лев Шелевич (1883—1966) — архітектор.